# Alan North
Alan North (* 23. Dezember 1920 in New York City; † 19. Januar 2000 in Port Jefferson, New York) war ein US-amerikanischer Schauspieler.

## Leben
North diente während des Zweiten Weltkriegs in der United States Navy. Er begann seine Schauspielkarriere vor der Kamera 1950 mit einer Episodenrolle in der Fernsehserie Inside Detective. Neben einigen wenigen weiteren Fernsehrollen in dieser Zeit arbeitete er ab 1955 als Inspizient am Broadway. Sein Broadwaydebüt hatte er 1964 in der Produktion Dylan über das Leben von Dylan Thomas. Erst 1971 erhielt er seine erste Spielfilmrolle. In der Neil-Simon-Filmkomödie Hotelgeflüster war er als Mr. Eisler zu sehen. In der Fernsehserie Die nackte Pistole spielte er Leslie Nielsens Vorgesetzten Captain Ed Hocken. Der Serie war kein Erfolg gegönnt, sie wurde nach nur sechs Folgen abgesetzt. In der enorm erfolgreichen Filmadaption Die nackte Kanone ging die Rolle allerdings an den bekannteren George Kennedy. Außerdem spielte North unter anderem in den Filmen Highlander, Das vierte Protokoll und Die Glücksjäger.

## Filmografie (Auswahl)
- 1966: Unholy Matrimony
- 1971: Hotelgeflüster (Plaza Suite)
- 1973: Serpico
- 1979: … und Gerechtigkeit für alle (…And Justice for All)
- 1980: Die Formel (The Formula)
- 1981–1982: Geliebter Tony (Love, Sidney; Fernsehserie, 18 Folgen)
- 1982: Die nackte Pistole (Police Squad!; Fernsehserie, 6 Folgen)
- 1982: Polizeirevier Hill Street (Fernsehserie, Episode 2x17)
- 1983: All My Children (Fernsehserie, 1 Folge)
- 1984: Nachts werden Träume wahr (Thief of Hearts)
- 1985: Die Bill Cosby Show (The Cosby Show; Fernsehserie, Folge Clair's Case)
- 1986: Highlander – Es kann nur einen geben (Highlander)
- 1987: Das vierte Protokoll (The Fourth Protocol)
- 1989: Der knallharte Prinzipal (Lean on Me)
- 1989: Die Glücksjäger (See No Evil, Hear No Evil)
- 1989: Glory
- 1990: Nichts ist irrer als die Wahrheit (Crazy People)
- 1991–1999: Law & Order (Fernsehserie, 3 Folgen)
- 1992: Lincoln and the War Within (Fernsehfilm)
- 1993. Family Album (Fernsehserie, 6 Folgen)
- 1993: Twenty Bucks – Geld stinkt nicht, oder doch? (Twenty Bucks)
- 1995: Die Jerky Boys (The Jerky Boys)
- 1996: Tödliche Weihnachten (The Long Kiss Goodnight)
- 1996: Ich bin nicht Rappaport (I’m Not Rappaport)
- 1999: I’ll Take You There

## Broadway
- 1964: Dylan
- 1964: Never Live Over a Pretzel Factory
- 1967–1968: Spofford
- 1980: The American Clock
- 1983: Marilyn
- 1992–1993: Conversations With My Father